# 0'erne f.Kr.
Århundreder: 2. århundrede f.Kr. – 1. århundrede f.Kr. – 1. århundrede
Årtier: 50'erne f.Kr. 40'erne f.Kr. 30'erne f.Kr. 20'erne f.Kr. 10'erne f.Kr. – 0'erne f.Kr. – 0'erne 10'erne 20'erne 30'erne 40'erne
År: 9 f.Kr. 8 f.Kr. 7 f.Kr. 6 f.Kr. 5 f.Kr. 4 f.Kr. 3 f.Kr. 2 f.Kr. 1 f.Kr.